# Schmelz (Vienna)

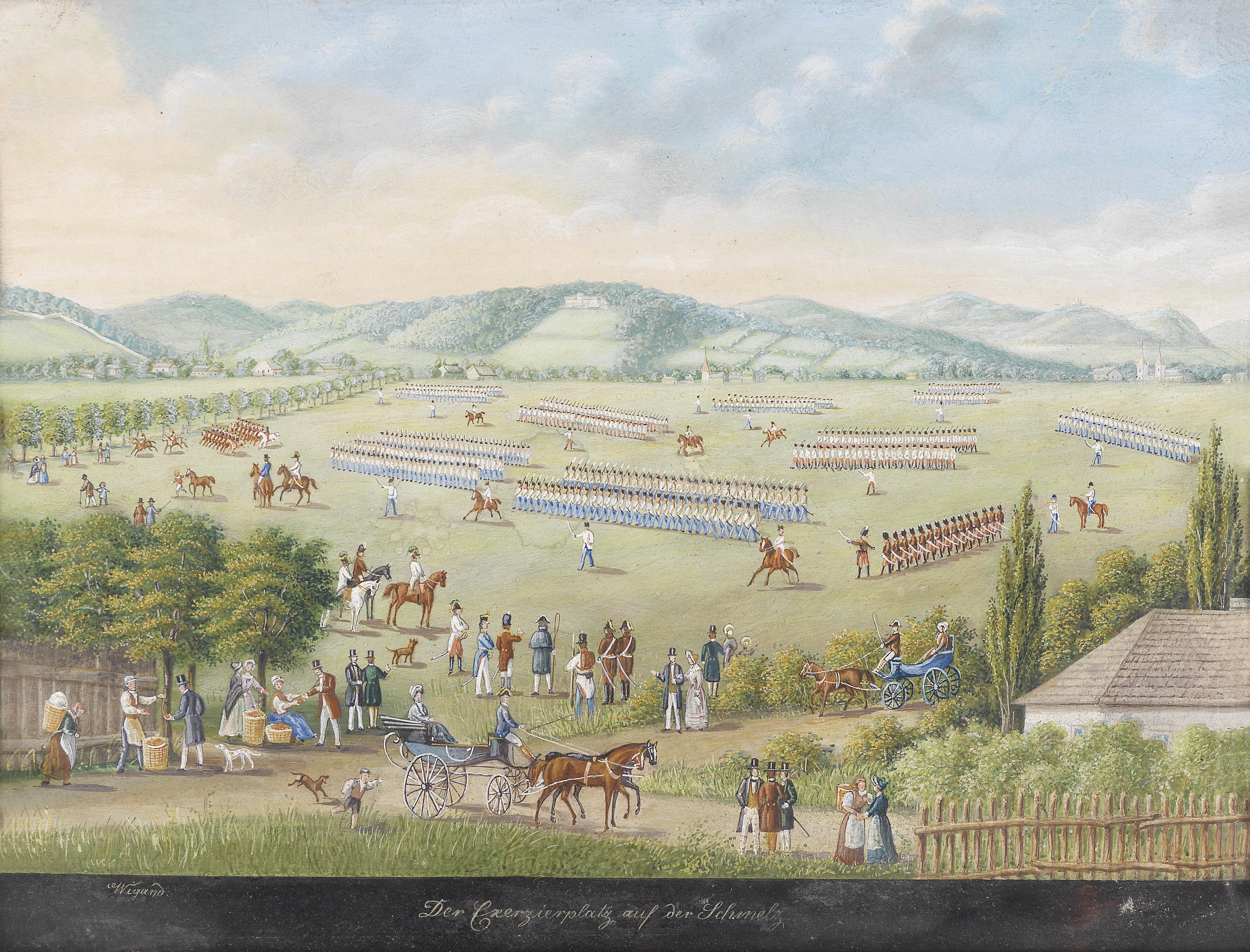
Acquerello di Balthasar Wigand, "Der Exerzierplatz auf der Schmelz"

Lo Schmelz è uno spiazzo anticamente adibito a piazza d'armi, sito nel 15º distretto viennese, Rudolfsheim-Fünfhaus.

## Storia

### Origine militare
Originariamente, la zona occupata dallo Schmelz era un grande campo ad ovest della città. Si trova su un terreno ricco in löss, un tipo di sedimento eolico molto fine. La prima attestazione documentaria della zona si ebbe intorno all'anno 1309, come Schmeltz im Preitensewer aigen. Fino al secondo assedio turco (1683) in questa zona si trovava una costruzione, nota come Schmelzhaus.
Nel 1847, il comune riorganizzò la zona di Rustendorf, acquistando l'area dello Schmelz e destinandola a piazza d'armi; già in precedenza era stato sede delle grandi manovre della cavalleria imperiale. Tale intervento si rendeva necessario in quanto il precedente glacis, sito in Josefstadt, era valutato negativamente dai vertici militari, finendo per essere demolito nel 1857 quando venne aperta la Ringstraße. Lo spiazzo dello Schmelz rimase in funzione sino al 1918.
La zona dello Schmelz ospitava anche un cimitero dove erano seppellite le vittime della rivoluzione del marzo 1848. Queste furono traslate al nuovo Zentralfriedhof quando questo venne inaugurato, nel 1874. Sul sito del vecchio cimitero sorge un parco pubblico, il Märzpark. Tra il 1894 e il 1896 venne costruita la caserma del conte Radetzky (Graf-Radetzky-Kaserne), tuttora esistente.

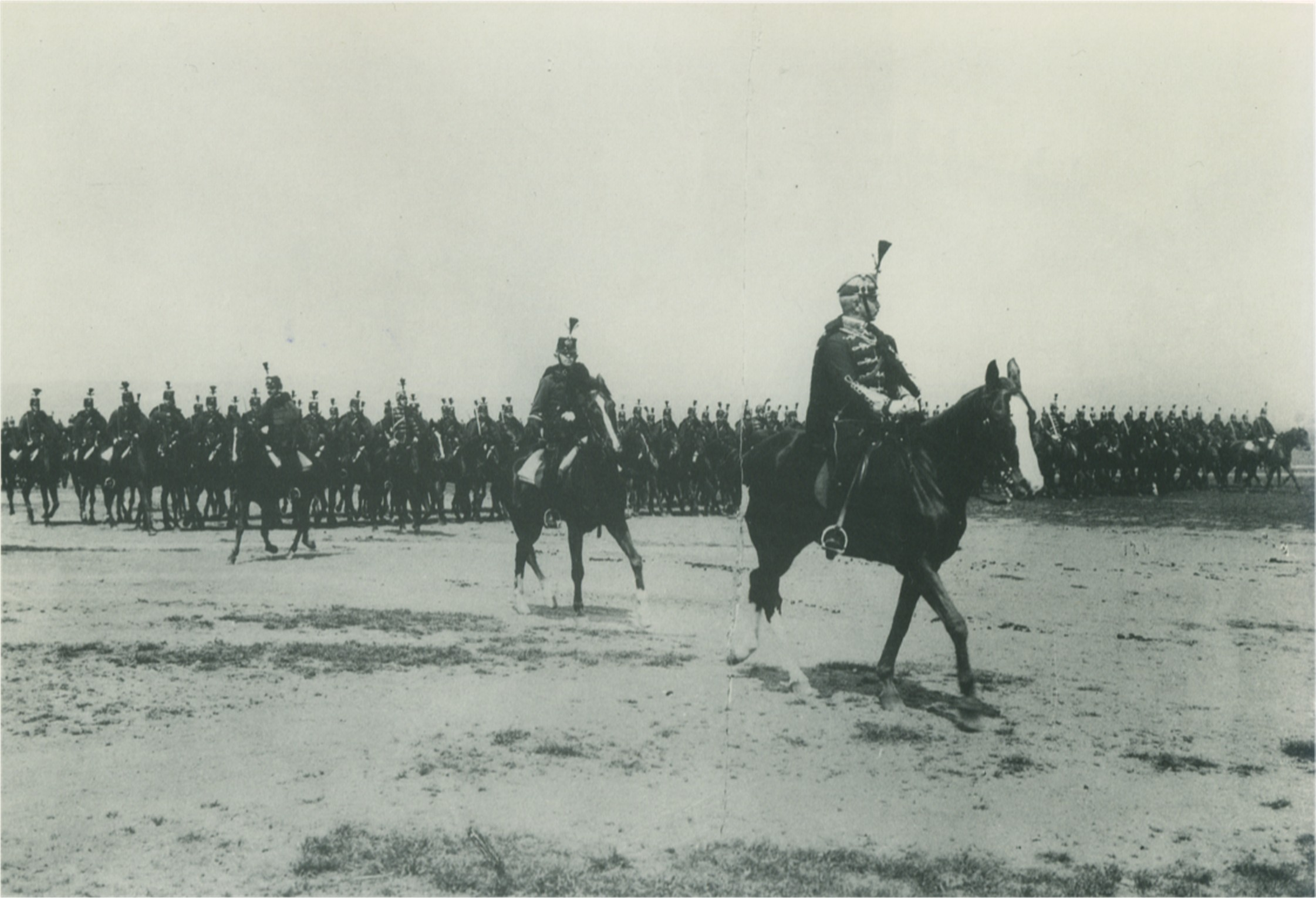
Ussari alle grandi manovre, 1905 circa

Ogni anno, il primo sabato di maggio, alle ore 9 si teneva allo Schmelz la parata di primavera, alla presenza dell'imperatore Francesco Giuseppe I. Le truppe marciavano dal lato della Gablenzgasse, mentre gli alti gradi e gli spettatori si posizionavano lungo Hütteldorfer Straße e Schanzstraße. L'imperatore e la sua guardia procedevano verso le truppe da qui, infine la parata si dirigeva verso Johnstraße descrivendo un ampio arco.
Nel 1911, le parti meridionali e orientali dello Schmelz furono cedute per l'edilizia. Durante e dopo la prima guerra mondiale la zona (ribattezzata Neu-Fünfhaus e Nibelungenviertel) era stata in gran parte edificata, con abitazioni e giardini privati, oltre a strutture sportive.
Lungo il margine occidentale venne costruita, nel 1919, una serie di case popolari chiamate Siedlungs- und Wohnhausanlage Schmelz, tra le prime di Vienna.

### Soluzioni architettoniche
Da quando lo Schmelz era stato in parte adibito a zona edificabile, numerosi architetti avevano presentato progetti per la sistemazione dell'area. Era una zona particolarmente interessante perché del tutto libera da edifici precedenti e da vincoli architettonici. Fra gli altri, Otto Wagner presentò un progetto per l'Accademia delle arti figurative (Akademie der bildenden Künste) nel 1898 e poi nel 1910; Franz Schwarz un progetto per un museo cittadino nel 1912 (inserito nel più ampio progetto del Museumsavenue Hofmuseen - Schmelz, il viale dei musei di Vienna, anch'esso mai realizzato); Max Hegele e Cesar Poppovits nel 1913 progettarono un monumento per i Cavalieri dell'Ordine di Maria Teresa. Infine, nel 1917-1918, Wagner propose un progetto per una chiesa, che avrebbe dovuto chiamarsi Friedenskirche auf der Schmelz.
Nel 1932 Clemens Holzmeister progettò un'altra chiesa, la Christkönigskirche und Doktor Ignaz Seipel-Gedächtniskirche, poi realizzata in Rudolfsheim-Fünfhaus. Nell'anno seguente un progetto simile per una chiesa intitolata ad Ignaz Seipel fu presentato anche da Rudolf Perco.

### L'area oggi

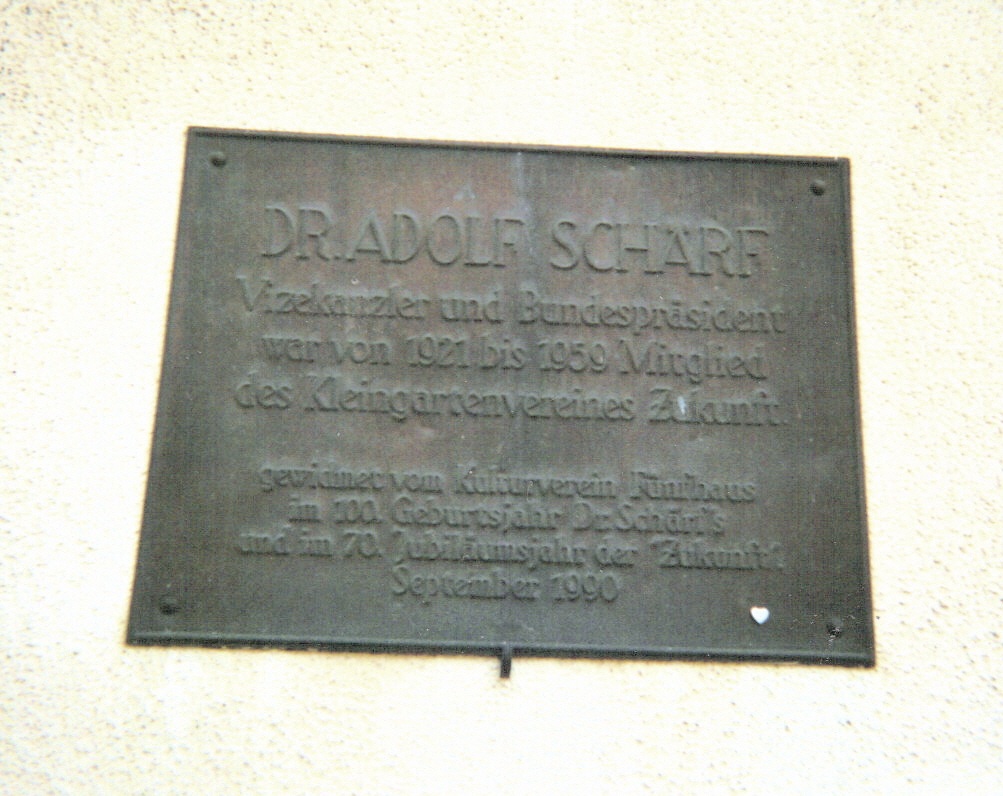
Targa commemorativa intitolata ad Adolf Schärf

Dopo il 1945 sono stati ricavati dei giardini nella parte occidentale dell'area. Qui si trovano le strutture sportive dell'Università di Vienna (USZ), completate nel 1991 con l'installazione di un serbatoio d'acqua sotto il campo sportivo, in sostituzione di uno più vecchio, sito in corrispondenza del Meiselmarkt, oggi adibito a sala banchetti e riunioni e come spazio per mostre ed eventi culturali.
Nel giardino della Schutzhauses si trova una lapide intitolata al pioniere dei giardini (Kleingarten) Franz Siller, il cui ricordo si accompagna a quello del futuro presidente austriaco Adolf Schärf, che qui coltivò un giardino tra il 1921 e il 1959.

### Lo Schmelz e lo sport
Quest'area ha sempre avuto una stretta connessione con lo sport: un articolo del Wiener Allgemeine Automobil-Zeitung del 1904 segnala come qui Siegfried Marcus abbia collaudato la sua prima automobile.
Nel 1899 divenne il primo terreno da gioco del Rapid Vienna, col nome di Schmelzer Exerzierfeld, qui i bianco-verdi giocarono le partite casalinghe sino all'inaugurazione della Pfarrwiese nel 1912. L'inaugurazione dello stadio vero e proprio (noto come Sportplatz Rudolfsheim) avvenne il 15 marzo 1903 con una partita contro il Graphia, vinta dagli ospiti per 3-0. I "costi" di sistemazione dell'area ammontarono a 2 corone.
Nel 1907 fu costruita anche una tribuna con annessa sede (Klubhaus).
Inoltre, nel 1958, in questa zona fu inaugurata la Wiener Stadthalle, il più grande palazzetto dello sport cittadino.